# Раунд Лејк (Минесота)
Раунд Лејк (енгл. Round Lake) град је у америчкој савезној држави Минесота.

## Демографија
По попису из 2010. године број становника је 376, што је 48 (-11,3%) становника мање него 2000. године.
| Група             | 2000.       | 2010.       |
| Белци             | 411 (96,9%) | 363 (96,5%) |
| Афроамериканци    | 0 (0,0%)    | 1 (0,3%)    |
| Азијати           | 0 (0,0%)    | 0 (0,0%)    |
| Хиспаноамериканци | 8 (1,9%)    | 12 (3,2%)   |
| Укупно            | 424         | 376         |